# Idroscalo di Orbetello
L'idroscalo di Orbetello, intitolato alla memoria di “Agostino Brunetta”, guardiamarina aviatore, è una struttura aeroportuale costruita all'inizio del Novecento come aeroporto militare. È conosciuto ancora oggi in tutto il mondo per essere stato legato alle imprese aviatorie condotte negli anni '30 da Italo Balbo.
Idroscalo non più attivo, in estate diventa sede di varie manifestazioni locali.

## Storia

### L'impianto iniziale
L'idroscalo di Orbetello fu fatto costruire agli inizi del XX secolo, negli anni precedenti la prima guerra mondiale, su commissione della Regia Marina, quando nel 1913 nacque l'Aviazione Navale. La sua funzione iniziale doveva essere quella di base dell'aviazione di marina per idrovolanti del Medio Tirreno. La decisione di costruire un idroscalo proprio sulle rive della laguna di Orbetello fu presa basandosi sulle caratteristiche fisiche del luogo, ovvero la disponibilità di uno specchio d'acqua poco profondo, con un andamento ondoso tranquillo, e la presenza di venti da sud-est e nord-ovest. Queste caratteristiche, consentivano di controllare a vista, dal centro della laguna, gli idrovolanti in decollo o in ammaraggio. L'installazione iniziale venne collocata lungo la riva del braccio centrale della laguna di Levante, la quale presentava situazioni ambientali più favorevoli rispetto a quella di Ponente.
Nella originaria installazione della Regia Marina, l’impianto aeroportuale incominciò a definirsi sulla laguna di levante. La configurazione aeroportuale l’idroscalo ebbe una particolare fisionomia: una laguna formata dall’estendersi nel mare di due proiezioni sedimentarie (tomboli), che collegano la terraferma con il Monte Argentario; al centro, a fronte della cittadella di Orbetello, sorgeva l’installazione aeroportuale sistemata sul sedime circostante un’antica fortezza spagnola.
Questo impianto era costituito da sei aviorimesse contigue, dai piazzali, dagli scivoli, e dagli imbarcaderi.
Era sede di una scuola per piloti e dal 1º luglio 1918 della 285ª Squadriglia.

### Con la Regia Aeronautica
Nel 1925 venne acquisito dalla Regia Aeronautica per essere sede di un gruppo di bombardamento marittimo. Fu intitolato al guardiamarina aviatore Agostino Brunetta. Successivamente, dopo l'acquisizione da parte del Commissariato dell'aeronautica, l'idroscalo venne espanso.
Nel 1928, l'idroscalo costituì la base di partenza e di arrivo della crociera del Mediterraneo Occidentale, che, con un percorso di circa 2.800 km, passò per le città di Cagliari, Pollenza (Baleari), Los Alcazares (Cartagena), Port Alfaques (Tortosa), Berre (Marsiglia), e, infine, Orbetello. Questa crociera era formata da una brigata aerea di due stormi di monomotori Savoia-Marchetti S.59 bis, e da un gruppo speciale di idrovolanti di altura Savoia-Marchetti S.55 (complessivamente 61 aeroplani). A questa crociera del Mediterraneo prese parte Italo Balbo, allora sottosegretario dell'Aeronautica.

Ne 1929 fu allestita la crociera del Mediterraneo Orientale, che partì da Taranto per poi proseguire verso Atene, Istanbul, Varna, Odessa, Costanza, e vide come tappa finale del ritorno Orbetello; in questa occasione il percorso totale fu di circa 4.600 km. La formazione di volo comprendeva uno stormo composto da tre gruppi con cinque squadriglie (per un totale di 35 idrovolanti); al comando dell'unità c'era il colonnello Aldo Pellegrini.
Alla crociera partecipò anche l'allora sottocapo di stato maggiore il generale Francesco De Pinedo, l'organizzatore.
Il 93º Gruppo fu costituito ad Orbetello il 1º gennaio 1930 (196ª e 197ª Squadriglia), cui nel 1933 si sarebbe aggiunto il 31º Stormo, inizialmente denominato "Stormo sperimentale da bombardamento marittimo" con gli idrovolanti SIAI S.55X.
Il 17 dicembre 1930 partirono da Orbetello, per compiere la prima crociera atlantica, 14 idrovolanti S55 con 56 uomini di equipaggio comandati da Italo Balbo, allora ministro dell'Aeronautica, e da Giuseppe Valle, capo di stato maggiore della forza armata. Questa traversata prevedeva lungo tutto il percorso diverse tappe quali Cartagena, Kenitra, Villa Cisneros, Bolama, Port Natal, Bahia, e come destinazione finale Rio de Janeiro.

L'idroscalo negli anni '30

Nel 1932 vennero effettuati dall'aeroporto Agostino Brunetta sei raid di esercitazioni di volo di massa nei cieli della penisola.
Con la disposizione relativa al foglio d'ordine n.11, del 15 aprile 1931, del Ministero dell'aeronautica, l'attività addestrativa del personale di volo d'altura ebbe riconoscimento d'istituto e dal 25 maggio 1931 venne inoltre costituita la Scuola della NADAM (Navigazione aerea di alto mare). Il comando di questa scuola venne assunto dal gen. di brigata aerea Aldo Pellegrini. L'insegnamento in questa scuola venne poi riconosciuto a carattere universitario. L'impianto fu completato nel 1933, con l’insediamento che comprende costruzioni per circa 80.000 m³, cui si aggiungono tettoie per ulteriori 3.000 mc.
Sempre nel 1933 prese il via dall'aeroporto la crociera aerea del Decennale.
Alla fine degli anni '30 furono realizzate due aviorimesse. L’incarico, con un appalto concorso, venne assegnato a Pier Luigi Nervi e furono completate nel 1940.
Il 31º stormo intanto nel 1939 fu equipaggiato con i CANT Z.506. Allo scoppio della seconda guerra mondiale il 31º stormo da Orbetello fu trasferito a Cagliari Elmas.
Nel 1942 l'idroscalo di Orbetello venne dedicato a Italo Balbo due anni dopo che egli, abbattuto l'aereo su cui viaggiava, morì nei cieli di Tobruk, in Libia, come Regio Aeroporto Italo Balbo, tornando alla intitolazione originaria a Brunetta a guerra conclusa.
Durante la seconda guerra mondiale, il paese di Orbetello fu oggetto di incursioni aeree alleate. Nel luglio 1943 con lo sbarco alleato in Sicilia gli idrovolanti dell'85º Gruppo, di stanza all'idroscalo di Marsala Stagnone, furono trasferiti ad Orbetello, fino allo scioglimento.
Dopo l'8 settembre 1943 fu utilizzato dalla Luftwaffe tedesca. Furono questi che, quando si ritirarono nel 1944, distrussero i principali edifici dell'idroscalo. Tra le opere che furono abbattute, c'erano le aviorimesse progettate da Pier Luigi Nervi. Fino alla fine della guerra fu poi utilizzato dagli americani per la Twelfth Air Force.
Oggi, nei pressi dell'idroscalo, si trova il cimitero degli Atlantici, un sacrario dove riposano molti dei protagonisti di queste imprese.

### L'idroscalo oggi
Attualmente il parco dell'ex idroscalo, è in uno stato di semi-abbandono. La zona ovest che era preposta all'alloggio delle famiglie degli ufficiali ora è chiamato Parco delle Crociere, è usato come parco giochi e ospita l'Esedra dei Trasvolatori Atlantici, sono ancora visibili i basamenti delle palazzine alloggi distrutte insieme al 90% di tutte le altre strutture dell'idroscalo dai tedeschi in ritirata.
Nella parte est (l'ex vero e proprio idroscalo militare) adesso sono ancora visibili: il campo di calcio che, essendo privo di spogliatoi o tribune, è usato solo come campo di allenamento secondario della squadra di calcio locale; alcune strutture che erano annesse agli hangar riadattate per ospitare il circolo per la vela e per il canottaggio, gestito dalla “Società Canottieri Orbetello”, nel piazzale sono ancora visibili i resti di uno dei due Hangar costruiti da Pier Luigi Nervi; all'entrata del cancello secondario un bar è ospitato nella struttura che era dell'infermeria ancora in ottima conservazione. Lì accanto sorge il circolo bocciofilo sulla base della ex mensa.
Altre strutture sono presenti ma in condizioni precarie tra le quali la palazzina comando che potrebbe essere recuperata.  Un altro edificio più piccolo una volta adibito ad alloggio degli ufficiali, che si trova in un buono stato di conservazione, è ancora presente all'ingresso secondario del Parco delle Crociere.

## Caratteri ambientali e urbanistici

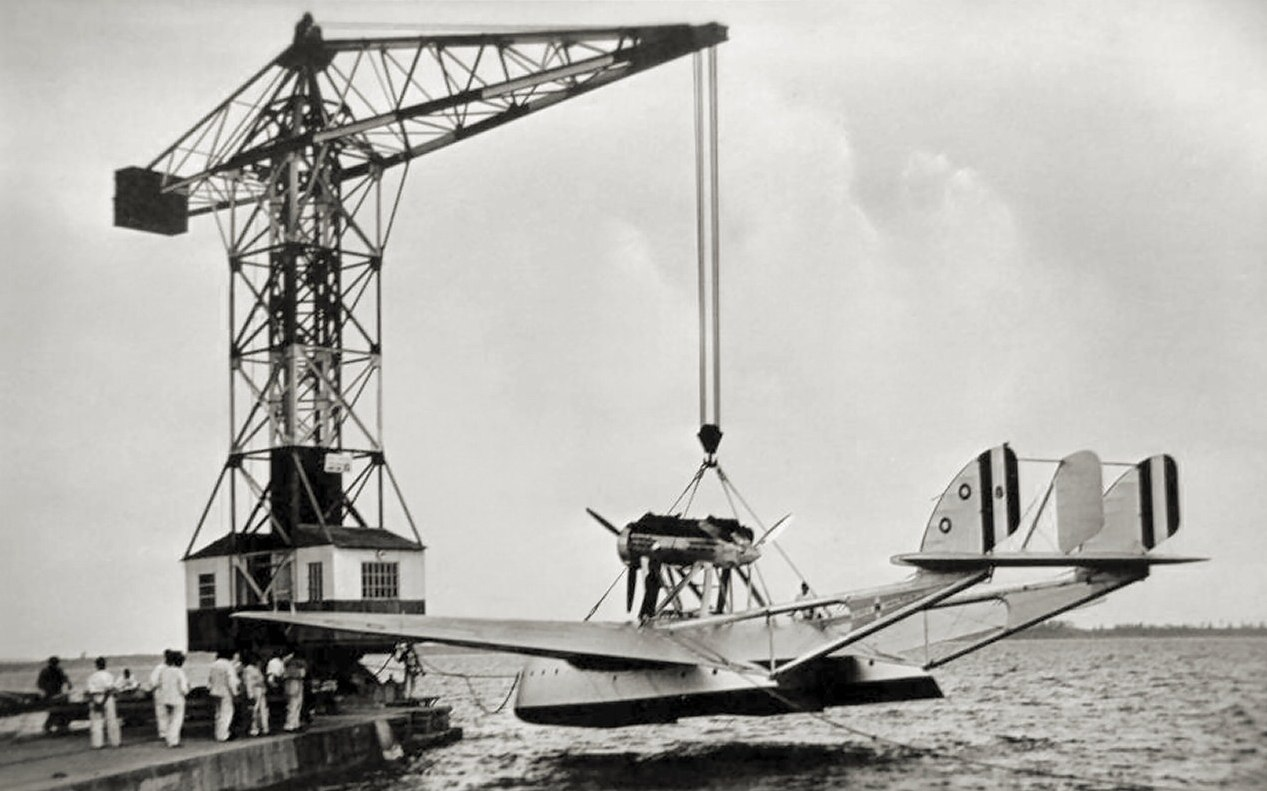
Un SIAE S.55 sta per essere messo in acqua nella laguna

Come richiesto e progettato dalla Regia Marina, l'idroscalo sorse sulla Laguna di Levante. Così progettisti e costruttori riuscirono a ottenere le condizioni ideali per le operazioni di decollo e di ammaraggio, favorite principalmente dai venti che soffiano sulla laguna: da sud-est (scirocco) e da nord-ovest (maestrale).
In questo impianto iniziale, la struttura principale dell'idroscalo era costituita da sei aviorimesse contigue, e da infrastrutture come gli scivoli, i piazzali, e gli imbarcaderi.
Altre strutture ospitavano il comando aeroportuale, i servizi tecnico-logistici, e gli alloggi per il personale.
L'aspetto definitivo venne assunto poi dall'idroscalo nel 1931, anno della nascita ufficiale della NADAM, la Scuola di navigazione aerea di alto mare.
Successivamente l'intera struttura si ampliò lungo un asse parallelo ad un fossato, detto fosso Glacis, il quale delimitava a est l'idroscalo.
Lungo la linea di questo fossato vennero inoltre disposte le principali fabbriche aeroportuali.
All'ingresso dell'idroscalo si trovava il corpo di guardia; da lì partiva il viale principale, lungo il quale erano disposti i maggiori edifici: quello per la mensa e quello con il circolo ufficiali e sottufficiali, la stazione radiotelegrafica, il laboratorio fotografico, l'autorimessa con una officina, la caserma avieri e infine la palazzina comando. Sempre lungo la via principale, ma in una posizione di secondo piano rispetto agli altri edifici appena menzionati, si trovavano una palazzina per alloggio ufficiali, l'infermeria, il banco prova motori, il parco antincendi, e altri edifici per servizi vari.

Foto d'epoca dell'entrata dell'idroscalo

All'esterno di tutta quest'area dell'idroscalo, quindi oltre il corpo di guardia, il viale era attraversato da una strada provinciale che dall'ingresso di Orbetello proseguiva fino ad arrivare alla zona residenziale dell'idroscalo. Questa zona residenziale comprendeva: una palazzina alloggio e un circolo ufficiali, quattro palazzine per alloggi Ufficiali (due famiglie ciascuna) ed una serie di attrezzature sportive.
Un passaggio provvisorio inoltre collegava l'idroscalo con la fortezza Guzman, la quale offriva altri servizi e dove si trovavano altri alloggi.
Nella seconda metà degli anni trenta, l'area dell'idroscalo venne ampliata verso oriente, con la realizzazione di due aviorimesse progettate e costruite dall'ing. Pier Luigi Nervi. Con l'avvento della seconda guerra mondiale e quindi con il passaggio dei tedeschi in ritirata, sono andate completamente distrutte le principali costruzioni che componevano l'idroscalo. Rimangono adesso solamente i piazzali e parte di qualche edificio.
Grazie alle numerose documentazioni fotografiche che ci sono pervenute, è possibile ricostruire numerose strutture, come gli edifici del Comando e della Logistica, gli uffici, le mense, o i circoli.
Elementi particolari e caratterizzanti che si potevano trovare all'interno dell'area aeroportuale erano costruzioni tipo obelischi di fronte alla caserma degli avieri, il padiglione dai tratti esotici che si trovava sulla spiaggia, e infine le fontane simili a palme.

Foto d'epoca dell'edificio

### I principali edifici

Le aviorimesse

Nell'ambito delle costruzioni della forza armata, negli anni trenta del novecento, si ha un allontanamento dallo stile eclettico-storicistico, per far spazio a un'architettura tipica del Novecento e razionalista, aderente alle correnti del movimento moderno. Dato che l'architettura del Novecento ha iniziato a imporsi a inizio anni venti, mentre quella Razionalista alla fine di quel decennio, la struttura dell'idroscalo mostra proprio i segni di questo passaggio graduale. Infatti le caratteristiche classicheggianti si fanno da parte, per fare spazio a dei primi accenni di un'architettura Novecentesca, per poi arrivare a quella razionalista delle ultime costruzioni. Tra i fabbricati che più rimandano a un'architettura razionalista troviamo le aviorimesse progettate da P. L. Nervi.
Il recinto aeroportuale presentava caratteri di stile Impero.
I dettagli poi non erano visibili solamente nella recinzione, ma erano presenti in tutte le parti che costituivano la fabbrica.
Caratteri classicheggianti si potevano trovare nella palazzina con funzioni di circolo, mensa e alloggio per il personale ufficiale e sottufficiale dell'idroscalo.
Gli edifici disposti sul viale di accesso invece, si distinguevano particolarmente per le loro diverse dimensioni, mentre li accomunava il tema stilizzato dell'aquila, nell'incorniciatura delle finestre.
Elementi tipici dell'architettura del Novecento si potevano ritrovare nelle palazzine più imponenti dell'idroscalo, ovvero la caserma avieri e il comando aeroportuale. La caserma avieri era composta da tre corpi di fabbrica, uniti da un corridoio comune che collegava longitudinalmente tutto l'edificio; i corpi laterali erano divisi, lateralmente, in tre grandi locali, ovvero camerate refettorio e magazzini, suddivisi a loro volta da una tramezzatura portante.
Gli unici elementi che potevano ricondurre a un repertorio storico, e che erano presenti nell'edificio, erano l'arco e la lesena a bugne isodome.
Gli effetti dei diversi toni e delle diverse grane dei materiali conferivano a questo palazzo un aspetto particolare, che distingueva la sua facciata da quelle tipiche delle caserme di inizio secolo.
Nonostante questo però, la caserma aveva un sapore classico, anche se non c'era ombra di capitelli, fregi o altri elementi tipici che a quel repertorio potevano ricondurci.
Le paraste si concludevano senza nessun capitello; la finestra del piano superiore si presentava contornata da una fascia, delineata da sottili sfumature d'ombra.
Si può dire quindi che veniva data molta più importanza agli effetti prodotti dalle diverse tonalità di superficie, piuttosto che agli effetti ottenuti con i rilievi.
Elementi classicisti erano invece più avvertiti nella vicina palazzina comando.
Basandosi sulle tipiche tipologie diffuse dalla Regia Aeronautica, la fabbrica era stata impostata su un corridoio che si sviluppava longitudinalmente in tutto l'edificio, e sul quale si affacciavano i diversi ambienti.
Sull'asse mediano era collocato l'ingresso principale, con la scala che accedeva al piano superiore e al seminterrato.
La palazzina comando presentava tratti comuni con la caserma avieri.
Questi edifici erano composti infatti su una conformazione dei volumi piuttosto accademica, con un corpo principale e due secondari.
Particolari di stile eclettico-storicistico potevano essere riscontrati poi nella cornice dell'attico, o nella sobria impaginazione dei prospetti delle parti laterali.
Un aspetto nuovo, introdotto dagli artisti del Novecento e presente nella parte centrale dell'edificio, era caratterizzato dalla semplicità, in particolare nelle sequenze delle aperture che erano disposte su un piano in bassorilievo.
Un significativo elemento del panorama dell'idroscalo di Orbetello è costituito da una cabina di trasformazione elettrica, la cui parte superiore presenta elementi eclettici e la parte inferiore caratteristiche tipiche del Novecento. Queste stesse caratteristiche architettoniche potevano essere ritrovate anche in una sottostazione elettrica, che al suo esterno presentava una struttura semplice e chiara.
La serie di edifici di maggiore imponenza era costituito da una serie di aviorimesse in muratura, a sei campate intercomunicanti, risalente all'epoca della fondazione dell'idroscalo.
Le dimensioni della pianta misuravano 20 × 50 × 6 m; la copertura era del tipo “a capanna”, i muri perimetrali disponevano di lesene di irrigidimento il setto di chiusura sul fondo era costituito da ampie finestrature nel timpano ed infine il portale sul fronte principale era del tipo scorrevole.

### Le aviorimesse Nervi
A seguito delle Trasvolate, venne deciso il potenziamento dello scalo, con l'edificazione di due aviorimesse.
Questo incarico venne assegnato all'ing. Pier Luigi Nervi, già noto per le aviorimesse di Orvieto.
Queste di Orbetello, rispetto a quelle di Orvieto, differivano per alcuni particolari:
- scelta del sistema statico adottato per la struttura, ovvero la riduzione a sei degli appoggi a terra, sistemati lungo le linee di spunta della volta a padiglione;
- concezione tecnico-costruttiva della volta: ovvero l'uso della prefabbricazione con travetti reticolari in cemento armato;
- sistema della copertura: risolto con il semplice tamponamento dei tegoli fissati sui travetti.

L'ordinanza di esproprio per i terreni su cui sarebbero poi sorte le aviorimesse progettate da Nervi, arrivò con un telegramma partito da Roma il 27 settembre 1940; prese così avvio la costruzione di una prima coppia di edifici.
Dai documenti si capisce che la costruzione degli hangar doveva essere a buon punto, se non già ultimata, tra la fine del 1942 e l'inizio del 1943.
Al 1943 risale la redazione del progetto esecutivo per la costruzione delle appendici laterali e posteriori all'aviorimessa più vicina alle mura cittadine.
Le appendici sono l'unica cosa che oggi resta di queste gigantesche costruzioni, che coprivano allora un'area di 100 x 36 m e un'altezza di quasi 25 m.
Il lato maggiore, ovvero quello affacciato sulla laguna, poteva essere interamente spalancato, se non per un pilastro, che interrompeva un'apertura lunga 100 m e altra circa 12,5 m.
Successivamente, un verbale del 18 ottobre 1944 redatto dal Comando della III Z.A.T, riguardante l'ispezione all'aeroporto di Orbetello, documenta che delle aviorimesse in cemento armato sono agibili solo le appendici, poiché “quasi tutto l'Aeroporto è stato sistematicamente distrutto dai tedeschi”.